# Ван Шо
Ван Шо (王朔; род. 23 августа 1958, Нанкин) — китайский писатель и кинорежиссёр.

## Биография
Вырос в семье военного, после окончания средней школы служил во флоте, затем работал в фармацевтической компании Пекина. Первое произведение издал в 1978. В 1992 вышло 4-томное собрание сочинений Ван Шо, в 1998 — «Избранное Ван Шо». Его перу принадлежат в основном
рассказы и повести, а также сборники эссе («Учжичжэ увэй» — «Невежда бесстрашен», 2000).
Творчество Ван Шо в сер. 80-х — нач. 90-х вызвали небывалый резонанс в стране, он молниеносно стал одним из популярнейших писателей. Бескомпромиссные высказывания его героев, беспощадная сатира и искрометный юмор сделали его кумиром одних и объектом нещадной критики со стороны других. После выхода его повестей «Вань чжу» («Заводила», 1987)，"Идяр чжэнцзин мэйю" («Ни на толику порядочности», 1987), «И бань ши хоянь, и бань ши хайшуй» («Наполовину пламя, наполовину вода морская», «Вода и пламень», 1986), «Ваньды цзюши синьтяо» («Суть игры в трепетании сердца», 1988) критика повесила на Ван Шо ярлык «литературного хулигана». Одной из причин нападок критики стали нелицеприятные образы писателей и осмеяние интеллигенции в его прозе. Яростная критика в адрес популярного гонконгского писателя Цзинь Юна ещё более усилила ореол скандальности и нонконформизма вокруг его прозы и его самого.
Ван Шо занимается исключительно лит. деятельностью, поэтому изначально заявлял о себе как писатель, который книгами зарабатывает деньги, также он активнейшим образом участвует в написании сценариев для кино и телевидения, в результате критика тут же пренебрежительно окрестила его «коммерческим, рыночным писателем».
Язык и стиль Ван Шо — это образец блестящего владения всеми нюансами и формой, присущими китайскому разговорному языку (что создает сложности при переводе его прозы); как говорит сам писатель, его прозу надо читать вслух, он стремится к созданию ритма наподобие традиционного устного сказа. Его произведения — это зеркало многогранного и противоречивого авторского мира, где лирическая грусть и нежные интонации соседствуют с беспощадной сатирой и циничными репликами, крах иллюзий и скепсис с проблесками идеализма и романтизма. Ван Шо создает яркие и живые полотна о жизни Пекина со времен «культурной революции» до наших дней, но это не ностальгические картинки об уходящем старом укладе, а отражение сложного синтеза пекинских традиций, социалистической системы и новых рыночных веяний.
Ван Шо пишет о социальной периферии, он чутко воспринял начавшиеся с середины 80-х коренные изменения в китайском обществе: рост частного предпринимательства, массовый уход людей в торговлю, растущее материальное расслоение. Его герои — уволенные в запас военные, мелкие предприниматели и проходимцы, бездельники, проводящие дни напролет за картами, красивые, романтичные и чувственные девушки, преступники и маргиналы; «Кунчжун сяоцзе» («Стюардесса», 1984), «Фучу хаймянь» («Всплытие», 1985), «Сянпи жэнь» («Резиновый человек», 1987), «Чи жэнь» («Чудаки», 1987).
Многогранность творчества Ван Шо проявляется в том, что он удовлетворяет спрос широкого читателя на романтические любовные истории и интригующие детективные сюжеты, притягивает просвещенных своей оппозиционностью властному дискурсу и размышлениями о правде жизни и судьбе Китая, а любителей «чистой литературы» — сложными и неожиданными композиционными ходами, мастерским владением языком.
В прозе Ван Шо нередко присутствуют автобиографич. мотивы. Два произведения —повесть «Дунъу сюнмэн» («Лютость зверя», «Лютый зверь», 1991) и роман «Кань шанцюй хэнь мэй» («С виду красиво», 1999) выделяются среди других своим проникновенным лиризмом, психологизмом и откровенностью, повествуют о детстве и юности гл. героя, в образе к-рого проступают многие черты самого автора. Это путешествие в мир самых ранних воспоминаний и детских страхов, растаявших мечтаний, грез о любви, рассказ о боли и разочарованиях взросления. Хотя на заднем плане разворачиваются политические кампании, идет «культурная революция», но ребенок, подросток, юноша воспринимают эти явления по-иному. В этом новом взгляде на масштабные трагические события 60-70-х заключается особая ценность повестей Ван Шо.
При построении композиции своих произведений Ван Шо стремится к динамизму и многослойности прочтения, для чего он заимствует некоторые приемы у западных авторов. Ван Шо открыто говорит о влиянии на него Ф. Мориака, Э. Хемингуэя, А. С. Пушкина, но также высоко ценит достижения кит. классической литературы, образцом для себя называет роман Цао Сюэциня «Сон в красном тереме».
Многие произведения Ван Шо экранизированы (фильм «В лучах ослепительного солнца», 1994, за который режиссёр Цзян Вэнь получил приз Каннского МКФ), они переведены на многие языки мира.

## Работа в кино
В 1997 году по роману «Ты не обычный человек» режиссёр Фэн Сяоган снял фильм Фабрика грёз. 
Фильм Отец (2000), снятый Ван Шо по собственному роману, получил 4 премии Локарнского МКФ. 
В целом ему на сегодняшний день (2014) принадлежат около 20 сценариев, по которым ставили фильмы крупные режиссёры Китая (Я люблю тебя и Маленькие красные цветы Чжан Юаня, Вздох и Личный портной Фэн Сяогана и др.).

## Переводы на русский
Ван Шо. Вода и пламень (повесть). / Пер. Е. Завидовской // Китайские метаморфозы: современная китайская художественная проза и эссеистика. / Сост. и отв. ред. Д.Н. Воскресенский. М.: Восточная литература, 2007.
1. ↑  Shuo Wang // filmportal.de — 2005.
2. ↑  Deutsche Nationalbibliothek Record #119133679 // Gemeinsame Normdatei (нем.) — 2012—2016.